# Síndic de greuges

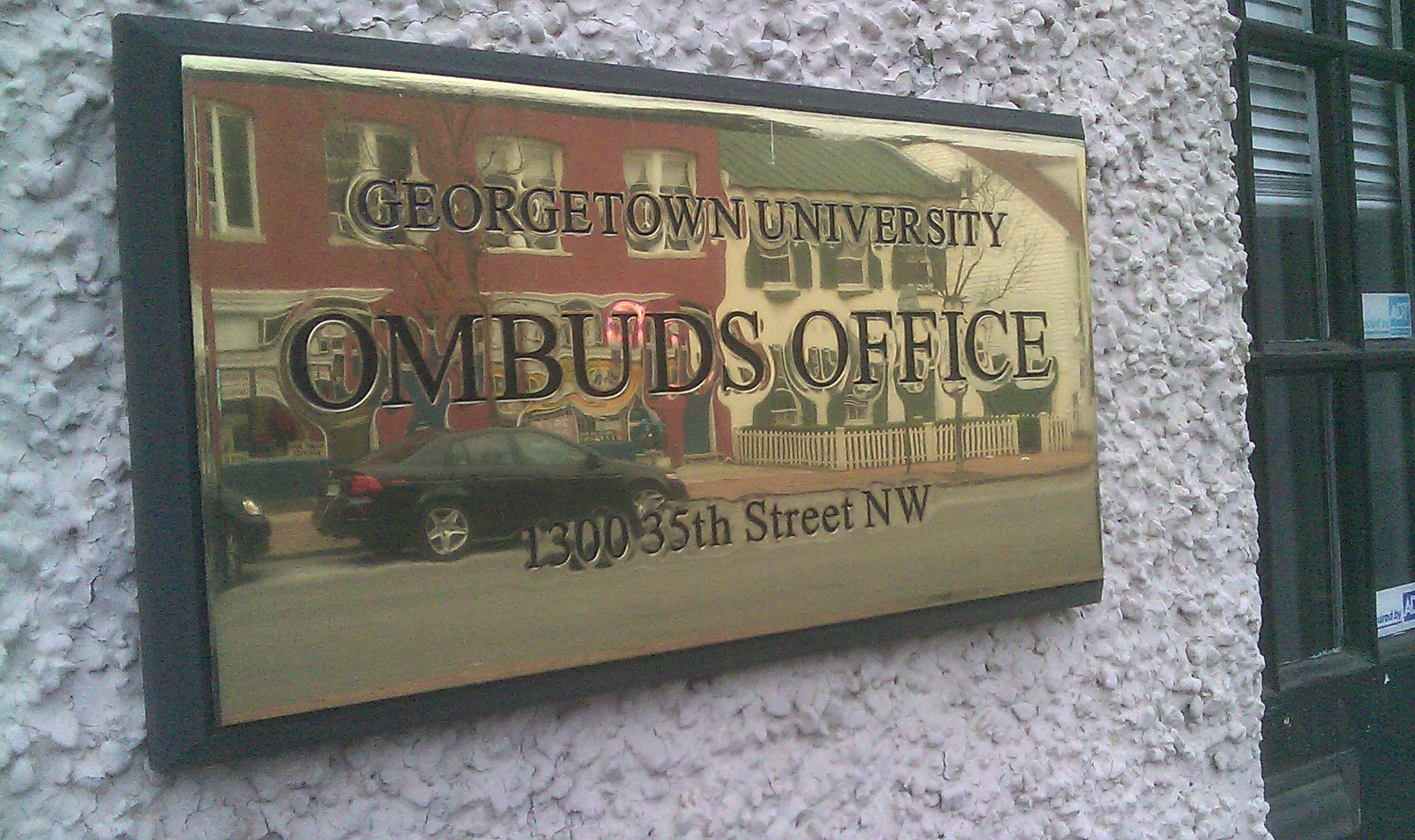
Cartell de l'Ombudsman de la Georgetown University.

El síndic de greuges, conegut en altres llocs com a Ombudsman o Defensor del poble, és el funcionari d'un estat o d'un govern regional encarregat de representar els interessos dels ciutadans i de defensar-los dels abusos que puguin cometre els funcionaris d'un estat o de govern.
A Catalunya, la figura del Síndic de greuges té precedents històrics en les assemblees de pau i treva del s. XI així com en els provisors de greuges de l'edat mitjana. El càrrec de síndic de greuges modern va aparèixer per primer cop a la constitució sueca que el va establir el 1809 per solucionar els problemes dels abusos per la via burocràtica o judicial. Per això, sovint es coneix amb el seu nom suec d'Ombudsman. La seva eficàcia és limitada, atès que no pot sancionar les actuacions de l'administració o les autoritats i, per tant, té un caràcter més polític que no pas judicial. En alguns països, entre ells Espanya, tal com consta en l'article 162.1.b de la Constitució Espanyola actual, el defensor del poble té la potestat de presentar accions davant un Tribunal Constitucional. En alguns estats el defensor del poble pot començar processos judicials a la Cort Constitucional.
L'Estatut d'autonomia de Catalunya de 1979 ja va preveure el nomenament d'un síndic de greuges. Aquesta figura va ser regulada en una llei aprovada pel Parlament de Catalunya el 20 de març de 1984, modificada per la Llei 12/1989 i posteriorment adaptada a la reforma de l'Estatut del 2006 per la Llei 24/2009. Amb aquesta reforma el síndic supervisa, amb caràcter exclusiu, l'activitat de l'Administració de la Generalitat i la dels organismes públics o privats vinculats o que en depenen, la de les empreses privades que gestionen serveis públics o compleixen activitats d'interès general o universal.
A Espanya, el defensor del poble està regulat en l'article 54 de la Constitució espanyola de 1978

## Síndics de greuges d'arreu del món
El càrrec de síndic de greuges pot tenir diversos noms depenent del país o estat:
- Síndic de Greuges de Catalunya, les Illes Balears i País Valencià.
- Raonador del Ciutadà a Andorra.
- Ombudsman a la majoria dels països angloparlants i de l'Europa septentrional.
- Justicia a Aragó.
- Defensor del Pueblo a Espanya.
- Médiateur de la République a França.
- Provedor de Justícia a Portugal.

També existeix el càrrec a l'organització internacional de la Unió Europea:
- Defensor del Poble Europeu

També existeix el càrrec a diversos municipis de Catalunya.

## Defensors del poble a l'Estat espanyol
A Espanya hi ha un síndic de greuges a nivell estatal i a més en totes les comunitats autònomes també s'han dotat d'un amb denominacions diverses. El defensor del poble espanyol és designat per les Corts Generals. El defensor del poble autonòmic és designat per l'assemblea legislativa autonòmica i s'encarrega de vetllar pels drets dels administrats respecte l'administració pública tant local com autonòmica. És freqüent que se'ls encarregue vetllar per l'ordenament autonòmic.
La relació entre el defensor del poble estatal i els autonòmics està regulada per l'art. 54 CE i la Llei estatal 36/1985, de 6 de novembre. També les sentències del Tribunal Constitucional 142/1988 i 157/1988 han donat interpretació a aquesta relació.
Els síndics de greuges autonòmics són els següents:
- Síndic de Greuges de Catalunya, regulat en el Títol II, Capítol V (Altres institucions de la Generalitat), Secció Segona de la Llei orgànica 6/2006, de 19 de juliol, de reforma de l'Estatut d'Autonomia de Catalunya.[9] L'article 78 de l'Estatut regula les funcions del síndic de greuges i relacions amb altres institucions anàlogues i l'article 79 en determina els principis d'organització i funcionament. La llei 24/2009, del 23 de desembre, amb el caràcter de llei de desenvolupament bàsic que atribueix l'article 62.2 de l'Estatut a la regulació directa del síndic de greuges, substitueix la Llei 14/1984, del 20 de març, del síndic de greuges, modificada per la Llei 12/1989, del 14 de desembre.[10]
- Síndic de Greuges (País Valencià), regulat per l'art. 24 de l'estatut autonòmic i la Llei 11/1988, de 26 de desembre.
- Síndic de Greuges (Illes Balears), regulat per l'art. 29 de l'estatut autonòmic i la Llei 1/1993, de 10 de març.
- Valedor do Pobo (Galícia), regulat per l'art. 14 de l'estatut autonòmic i la Llei 6/1984, de 5 de juny (modificada per la Llei 3/1994)
- Ararteko (País Basc), regulat per la Llei 3/1985, de 27 de febrer.
- Defensor del Poble Andalús, regulat per l'art. 46 de l'estatut autonòmic i la Llei 9/1983, d'1 de desembre (modificada per la Llei 3/1996, de 17 de juliol).
- Justícia d'Aragó, regulat pels arts. 33 i 34 de l'estatut autonòmic i la Llei 4/1985, de 27 de juny.
- Diputat del Comú (Canàries), regulat per l'art. 13 de l'estatut autonòmic i la Llei 1/1985, de 12 de febrer.
- Procurador del Comú de Castella i Lleó, regulada per la Llei 2/1994, de 9 de març.

### Sindicatures locals a Catalunya
La figura de les Sindicatures locals, presents en alguns pobles de Catalunya, s’ha desenvolupat principalment sota dues denominacions: la de Síndic o Síndica municipal de Greuges, o la de Defensor o Defensora de la Ciutadania. La normativa actual de règim local (Text Refós de la Llei Municipal i de Règim Local de Catalunya, aprovat per Decret legislatiu 2/2003, de 28 d’abril) en preveu i possibilita la seva implantació als municipis.
Catalunya és la comunitat de l'Estat amb un nombre més gran de síndics locals, segons el padró del 2005 hi poden accedir més de 3.495.000 habitants. El síndic de proximitat vetlla perquè la ciutadania pugui gaudir d'una bona administració local, defensa els drets de la ciutadania a l'àmbit local, per la qual cosa pot supervisar a l'administració municipal. També pot actuar com a mediador, amb el consentiment de les parts.